# Enzymhistochemie

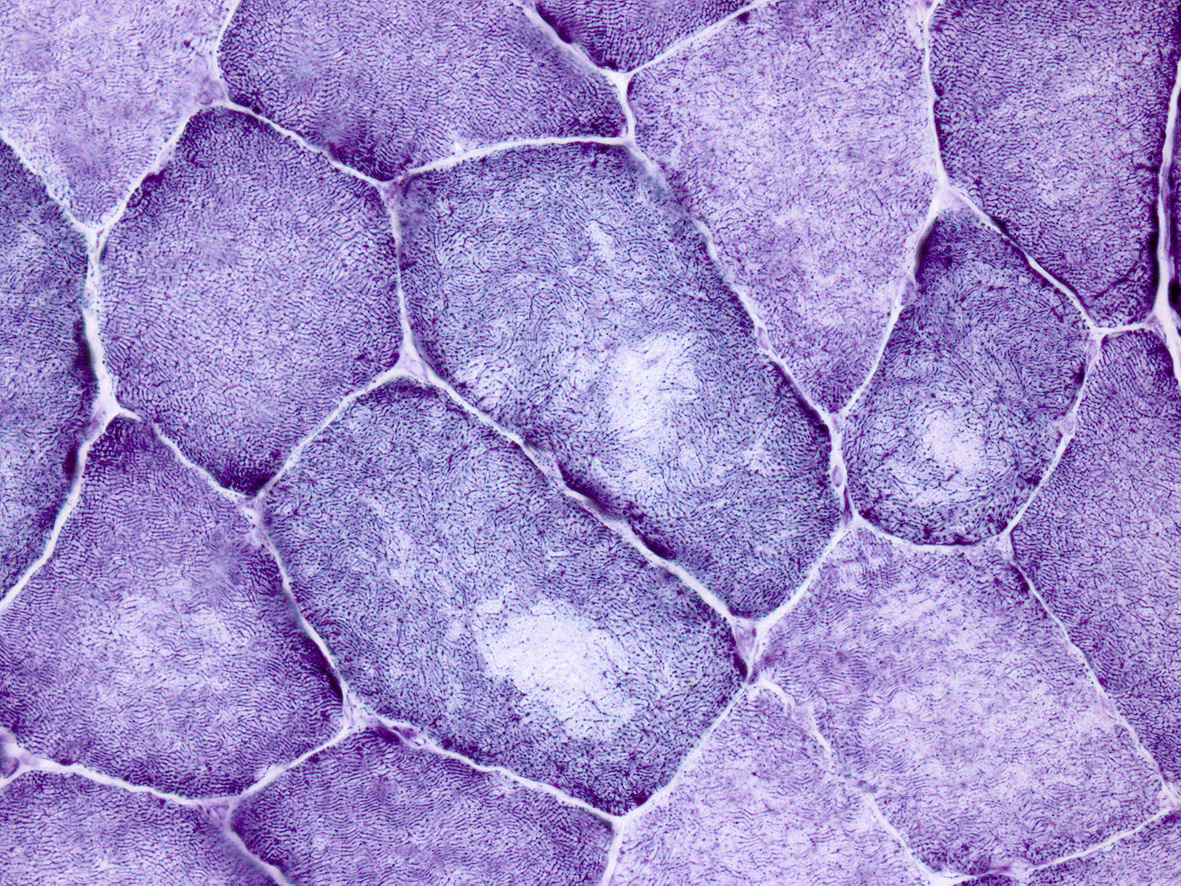
Enzymhistochemie. NADH-Färbung eines Muskelbiopsats mit Störungen des oxidativen Netzwerkes (helle Aussparungen) in Typ-1-Fasern.

Die Enzymhistochemie ist eine histologische Methode, mit deren Hilfe die Aktivität bestimmter Enzyme in Schnittpräparaten nachgewiesen und lokalisiert werden kann. Hierbei wird auf einen Gewebeschnitt lösliches Substrat aufgebracht, das (in Anwesenheit einer entsprechenden Enzymaktivität im Gewebe) in einen unlöslichen Farbstoff umgesetzt wird. Unter dem Mikroskop können dann Lokalisation und Ausmaß der Enzymaktivität nachgewiesen werden. Da eine Gewebefixierung mit einem Enzymaktivitätsverlust einhergeht, können enzymhistochemische Untersuchungen nur am unfixierten Gefrierschnitt durchgeführt werden
Typische Anwendungsbereiche in der Medizin sind die Diagnostik von Muskelerkrankungen (z. B. NADH- und ATPase-Färbungen am Muskelbiopsat) oder des Morbus Hirschsprung (Acetylcholinesterase-Färbung).